# Бої в районі Валуйки — Куп'янськ
Бої в районі Валуйки — Куп'янськ — оборонні бої 3-го Запорізького ім. гетьмана Б. Хмельницького піхотного полку і 6-й Хоперського прикордонна бригада проти наступаючих частин Східної Української Повстанської Армії по лінії залізниці Валуйки — Куп'янськ.
Про ці бої генерал штабу Армії УНР В. Савченко писав: 
«Отже богданівцям знову довелося першими вступити в бій на початку другого большевітського наступу на Україну і як за часів Керенського в 1917 році від білих московитів, так тепер пролилася кров богданівців від московитів червоних. Богданівці зробили все можливе в обставинах того часу.»

## Історія
Після Антигетьманского повстання на Лівобережній Україні, 17 листопада 1918 року полковник Болбочан перекинув у район Куп'янська 3-й Запорізький ім. гетьмана Б. Хмельницького піхотний полк. Також у місті Валуйки знаходилася 6-а Хоперська прикордонна бригада. У 20-х числах листопада з міста Валуйки почали евакуацію німецькі частини. Учасник тих подій І. Замаренов згадує: «…Німецькі обози отримали наказ виїхати негайно в Уразово. Штаби Валуйської і Острогожської комендатури завантажувалися на вокзалі … Буржуазія Валуйська підняла таку паніку, що німці нічого не могли вдіяти. Покидавши свої будинки і майно в них, вони платили візникам 500 тодішніх Керенських рублів».
В цей же час повстанські загони на чолі з Авіловим А. Ф. почали готувати наступ на місто. Частини 6-ї Хоперської прикордонної бригади вступили у незначне зіткнення з повстанцями, але згодом залишили Валуйки і відступили на південь у розташування запорожців. На заміну прикордонникам у Валуйки прибули частини 3-го Запорізького полку, які прикривали евакуацію мирного населення і німців. У ці дні партизани вперше зайняли місто. 27 листопада 500 запорожців наскоком вибили партизан з міста. Згодом партизани здійснили контратаку, попередньо дізнавшись про чисельність та озброєння запорожців. Обстрілявши місто з артилерії партизани пішли в наступ і вибили запорожців з міста.
Отримавши інформацію про переважаючу чисельності партизанів і не бажаючи нести втрати, командир запорожців наказав їм відступити на 12 верст від міста на залізничну станцію Уразово. 29 листопада під час бою партизан з запорожцями командир партизан Авілов отримав важке поранення. Йому довелося ампутувати руку. Тимчасове командування отримав представник есерів Сахаров. 
Згодом запорожці відступили до станції Тополі, де отримали наказ від сотника Лазуренко тримати оборону на станції. Лазуренко обіцяв підкріплення з мобілізованих, але ніхто так і не прибув. Разом з тим на станцію прибула платформа з однією гарматою і з поїздом. До середини грудня поблизу залізниці відбувалися сутички запорожців з партизанами.
В цей же час партизани попросили тимчасового перемир'я у запорожців, на що отримали згоду. Але уже в першу ніч дії перемир'я партизани повели наступ на станцію Тополя і вибили запорожців. Запорожці відступили до станції Дворічна, де зайняли нові оборонні позиції. Німці зробили спробу захопити обоз запорожців, який знаходився на станції Куп'янськ. Після переговорів з німцями, Лазуренко домовився про повернення обозу. Німці завантажилися в ешелон і покинули місто.
Вночі 19 грудня після від'їзду німців партизани розвинули наступ на Куп'янськ і вибили звідти запорожців, взявши багатьох з них у полон. Бійці 6-ї Хоперської прикордонної бригади разом зі своїм командиром перейшли на бік партизан.
Уцілілі запорожці разом з сотником Лазуренко відступили в район розташування 3-го Гайдамацького полку на станцію Попасна.